# Core fonts for the Web
 Core fonts for the Web  era un projecte començat per Microsoft el 1996 per fer un conjunt de fonts estàndard per Internet. El projecte va acabar l'agost de 2002. En tot cas, el EULA dels paquets permetia la redistribució sempre que es mantingués el seu format i nom de fitxer original i que no fos usat dins de productes comercials. Microsoft ha deixat el projecte de banda però tanmateix segueixen estant disponibles per descarregar en llocs webs aliens a Microsoft.

## Les Tipografies

Andale Mono
Arial
Arial Black
Comic Sans MS
Courier New
Geòrgia
Impact
Times New Roman
Trebuchet MS
Verdana
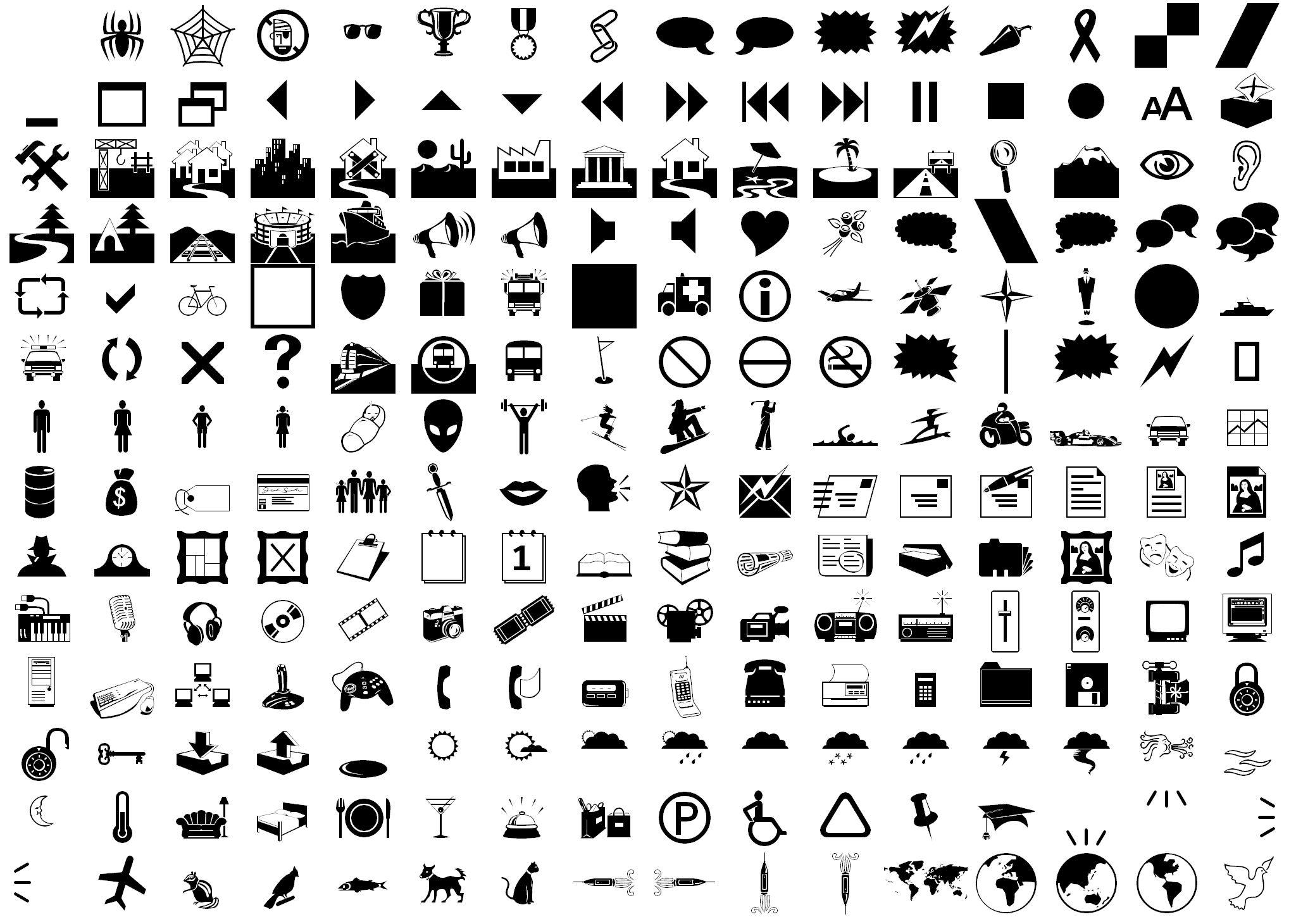
Webdings